# Giovane Germania
Per Giovane Germania (in tedesco Junges Deutschland) si intende la scuola letteraria formatasi in Germania dopo la rivoluzione parigina del luglio 1830, con lo scopo di promuovere la cultura liberale e democratica attraverso l'arte.
Ne fecero parte gli scrittori Heinrich Laube, Karl Ferdinand Gutzkow, Heinrich Heine. Le idee dei suoi esponenti entrarono in conflitto con le condizioni di arretratezza politico-sociale del paese, tanto che, nel 1835, la dieta federale proibì la stampa e la diffusione delle loro opere. Solo nel 1842 la repressione fu attenuata, ma ormai il gruppo aveva esaurito la sua carica innovativa. Questo movimento si trovava in contrapposizione con la "vecchia" Germania, il cui "Assolutismo e Ingiustizia" venne aspramente criticato da una serie di "Giovani" scrittori. La Giovane Germania è un atteggiamento di rivolta contro il romanticismo ed il Biedermeier conservatore.